# Phylidonyris niger
El mielero cariblanco o pájaro azúcar de mejillas blancas (Phylidonyris niger) es una especie de ave paseriforme de la familia Meliphagidae endémica de Australia.

## Descripción
Es un mielero de tamaño mediano, midiendo entre 16 y 20 cm de largo. El plumaje es principalmente de color blanco y negro con el pico largo que se curva hacia abajo. Tiene grandes paneles de color amarillo brillante en las alas, con un gran parche blanco llamativo en la cabeza negra. Los ojos son de color marrón oscuro. Las aves jóvenes son más apagadas y más pálidas. Es gregario, activo y ruidoso con un vuelo veloz y errático.

## Distribución
Es endémico del este y el sudoeste de Australia, desde el este de la Gran Cordillera Divisoria en Queensland hasta la costa de Nueva Gales del Sur, y se dispersa hacia el sur hasta la bahía de Jervis. También en el suroeste de Australia Occidental y desde Perth hacia el norte hasta el río Murchison.

## Subespecies
Se reconocen dos subespecies:
- P. n. niger (Bechstein, 1811) – en el este de Australia;
- P. n. gouldii (Schlegel, 1872) – en el suroeste de Australia.